# Myth: History in the Making
Myth: History in the Making, a volte solamente Myth (mito), è un videogioco a piattaforme di ambientazione mitologica, sviluppato inizialmente per Commodore 64 nel 1989 dalla britannica System 3, e poi convertito per i computer Amiga, Amstrad CPC, ZX Spectrum e le console Amiga CD32 e NES. La versione per NES, del 1991, è stata ribattezzata Conan, introducendo con licenza il tema di Conan il barbaro. Una versione per Atari ST era in fase di sviluppo e quasi ultimata ma non venne mai pubblicata.
Il concept fu ideato da Mark Cale, la programmazione della versione originale per Commodore 64 è di Peter Baron, le parti grafiche di Bob Stevenson e le musiche di Jeroen Tel.

## Trama
Un ragazzo dei tempi moderni che ancora crede agli antichi dei viene assoldato dagli stessi per affrontare un'impresa epica nel passato: eliminare Dameron, un dio dissidente che sta tentando di modificare la storia (da cui il sottotitolo, traducibile "il divenire della storia"). Per compiere la missione dovrà prima affrontare vari livelli ambientati nelle leggende mitologiche greche, nordiche ed egiziane, affrontando mostri mitologici quali Idra, Medusa, Fáfnir, Thor e Anubi. Per uscire da ogni livello l'eroe della vicenda dovrà risolvere enigmi logici inerenti alle varie leggende mitologiche.
Nella versione Amiga, il ragazzo viene sostituito da un barbaro chiamato Ankalagan, e a fine gioco l'eroe riappare nel mondo reale nel sito di Stonehenge nel 63 d.C., preannunciando di ritornare in un nuovo capitolo chiamato Dawn of steel, mai pubblicato. 
Nella versione per NES il protagonista è Conan il barbaro.

## Modalità di gioco
Il videogioco è un platform bidimensionale con visuale di lato a scorrimento, principalmente in orizzontale ma anche in altre direzioni. Il protagonista può correre e saltare in vari modi, anche cambiando traiettoria mentre è in aria, e dispone di diverse mosse di combattimento con e senza armi.
Nelle versioni Amstrad CPC e ZX Spectrum non è presente lo scorrimento, ma ogni livello è composto da schermate fisse collegate, e le mosse del protagonista sono semplificate.
Il giocatore dovrà anche collezionare oggetti e armi, risolvendo con essi enigmi non lineari per uscire dal livello. Per esempio, nel terzo livello greco bisogna decapitare la medusa e usare la stessa testa per sconfiggere l'Idra; nel terzo livello egiziano bisognerà allineare i vasi canopi in maniera corretta per proseguire. Armi e oggetti posseduti sono mostrati in un inventario a icone che il giocatore può scorrere e selezionare con la tastiera.
I nemici sono mostri mitologici di varie caratteristiche e dimensioni. Myth combina diversi stili di gioco, essendoci livelli che richiedono continui salti di piattaforme, altri privi di piattaforme con enfasi sul combattimento. Gli ultimi due quadri sono di tipo sparatutto a scorrimento laterale, con il protagonista in grado di fluttuare.
Nel manuale di gioco sono presenti piccoli indizi su come affrontare le sfide più ostiche, sotto forma di criptiche frasi e indovinelli.

## Livelli
Il testo a video è solo in inglese, i nomi seguenti sono traduzioni non ufficiali e si riferiscono alla versione Amiga.
Leggende greche:
- Ade il Regno dei dannati
- Skyros l'isola delle sirene
- Il tempio di Atena

Leggende nordiche:
- Maelstrom la porta d'entrata per il nord
- Le foreste di Nidhogg
- Asgard il dominio di Odino

Leggende egiziane:
- La valle dei Re
- Le stanze di Anubi
- La tomba del Faraone

I livelli finali si svolgono in un'ambientazione spaziale a Shoot'em up:
- Il regno del disordine
- Il confronto finale (con Dameron)